# محافظات رواندا
محافظات رواندا تسمى إنتارا (intara ) وتنقسم إلى ضواحي تسمى أكاريري (akarere ) وبلديات تسمى أمويجي (umujyi ). قبل غرة يناير عام 2006 كانت رواندا تتكون من 12 محافظة ولكن الحكومة الرواندية قررت البدأ بتقسيم جديد للمحافظات لمحاولة علاج القضايا التي ظهرت من الإبادة الجماعية في رواندا عام 1994. 
كان الهدف هو إلغاء القوة المركزية وتوزيعها بسبب الشعور تجاه الحكومة المركزية بأنها ساهمت في عمليات الأبادة الجماعية. والهدف الثاني هو تغيير الديموغرافية حيث أن المحافظات الجديدة تشمل تنوع عرقي على العكس من المحافظات السابقة والتي كانت مقسمة على أساس عرقي مما يساهم في تقليل التقسيم العرقي . والهدف الأخير هو عدم حصول المحافظات الجديدة على المساعدة اللازمة كما حصل في المحافظات السابقة في الأبادة الجماعية.
حتى عام 2002 كان يطلق على المحافظات أسم بريفكشر (perefegitura).

## المحافظات

محافظات رواندا

منذ الأول من يناير عام 2006 محافظات رواندا كالأتي:
| المحافظة          | العاصمة                      | المساحة (كم2) | تعداد السكان (تعداد 2012) |
| ----------------- | ---------------------------- | ------------- | ------------------------- |
| محافظة كيغالي     | مدينة كيغالي                 | 730           | 1,132,686                 |
| المحافظة الجنوبية | نيانزا (رواندا) [الإنجليزية] | 5,963         | 2,589,975                 |
| المحافظة الغربية  | كيبوي [الإنجليزية]           | 5,883         | 2,471,239                 |
| المحافظة الشمالية | بيومبا                       | 3,276         | 1,726,370                 |
| المحافظة الشرقية  | روامغانا [الإنجليزية]        | 9,458         | 2,595,703                 |

## المحافظات السابقة
قبل عام 2006 كانت المحافظات كالأتي :
- محافظة بوتاري
- محافظة بيومبا
- محافظة سيانجوجو
- محافظة جيكونجورو
- محافظة جيزنيي
- محافظة غيتراما
- محافظة كيبونغو
- محافظة كيبوي
- محافظة كيغالي

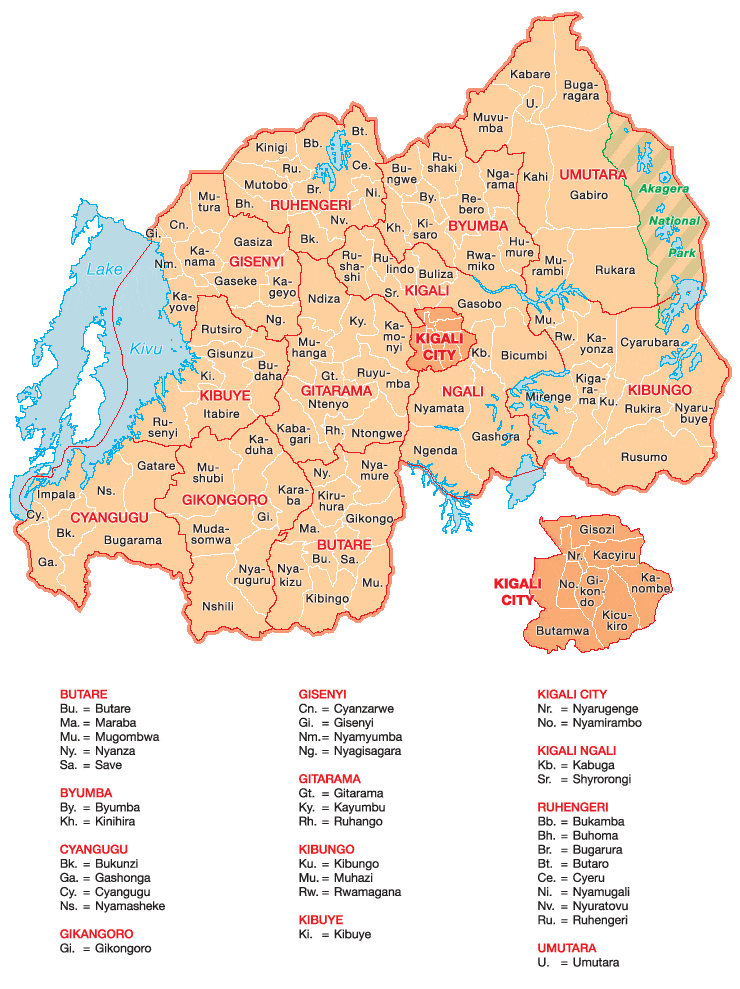

- محافظة كيغالي الريفية (كيغالي نغالي)
- محافظة روهانجيري
- محافظة اوموتارا